# Universidade Nasionál Timór Lorosa'e
Universidade Nasionál Timór Lorosa’e (port. Universidade Nacional de Timor Lorosa’e) – wschodniotimorska uczelnia publiczna w mieście Dili. Została założona w 2000 roku.